# Nola townsendi
Nola townsendi är en fjärilsart som beskrevs av Willie Horace Thomas Tams 1937. Nola townsendi ingår i släktet Nola och familjen trågspinnare. Inga underarter finns listade i Catalogue of Life.